# Fañch Favé

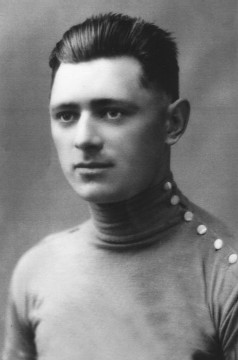
Fañch Favé

François „Fañch“ Favé (* 18. Dezember 1905 in Plounéventer; † 17. März 1951 in Lesneven) war ein französischer Radrennfahrer.
Fañch Favé debütierte als Radrennfahrer im Jahre 1923,  von 1928 bis 1938 fuhr er als Profi. 1928 und 1931 startete er bei der Tour de France, gab aber beide Male im Laufe des Rennens auf. 1930 wurde er französischer Junioren-Meister im Straßenrennen.  Im Jahr darauf gewann er die erste Austragung des Grand Prix Ouest France und 1933 das Rennen  Grand Prix Le Télégramme de Brest, bei dem er 1935 nochmals den dritten Platz belegte.
Favé bestritt vorrangig Radrennen in seiner Heimat, der Bretagne. Auch war er der Lokalmatador auf den  Radrennbahnen der Bretagne, vor allem in Brest, Lesneven und Landerneau.
Nach dem Ende seiner Radsport-Karriere betrieb er ein Fahrradgeschäft in Lesneven. Er starb im Alter von 45 Jahren an Krebs.
Die Radrennbahn in Lesneven trägt heute den Namen von Fañch Favé.